# Casamento judaico
O casamento no Judaísmo é visto como um vínculo contratual entre um homem e uma mulher, através do qual eles se unem para criar uma família. Embora a procriação não seja o único propósito, um casamento judaico também é esperado para cumprir o mandamento de ter filhos. O foco principal centra-se em torno do relacionamento entre o marido e a esposa. No nível espiritual, o casamento é entendido como o significado de que o marido e a esposa estão se fundindo para formar uma única alma. É por isso que um homem é considerado "incompleto" se ele não for casado, como sua alma é apenas uma parte de um todo maior que continua a ser unificada.
É realizado dentro dos conceitos estabelecidos da Torá, do Talmud e da Halachá. O casamento judeu difere de um casamento cristão ou de outras religiões, pois tem todo um significado em cada etapa desde o dia do casamento até o "Kidushin", a consagração do casamento. 
Segundo algumas tradições rabínicas, Deus perdoa completamente qualquer pecado que os noivos tenham cometido em suas vidas, para que possam começar suas vidas de casados em um estado totalmente puro.
Relações sexuais regulares são esperadas entre o marido e a mulher. Esta obrigação é conhecida como "onah". Na tradição Judaica, as relações sexuais no casamento constituem-se em mandamento religioso.

## Noivado
Na lei judaica, um noivado (irussím) é um contrato entre um homem e uma mulher e onde se comprometem a se casar em algum momento futuro e as condições em que ele deverá ser realizado. A promessa pode ser feita pelas partes pretendentes ou por seus respectivos pais ou outros parentes em seu nome. A promessa é formalizada em um documento conhecido como o Shtar Tena'im, o "Documento das Condições", que é lido antes do badekin. Após esta leitura, as mães da futura noiva e do noivo quebram um prato. Hoje, alguns assinam o contrato no dia do casamento, alguns fazem-no como uma cerimônia anterior e outros não o fazem por completo.
Em comunidades Haredi, muitos casamentos são arranjados por um profissional casamenteiro ("shadchan") que recebe uma "taxa de corretagem" para seus serviços. Os pais podem estar ativamente envolvidos no processo de encontro do casal, mas o jovem casal não é obrigado a se casar. O shiduch é, portanto, um sistema de apresentações organizadas, em vez de casamentos arranjados.